# Nemosoma
Nemosoma (sinónimo posiblemente más aceptado Nemozoma) es un género de coleóptero de la familia Trogossitidae.

## Especies
Las especies de este género son:
- Nemosoma alasanicum Fursov, 1930
- Nemosoma attenuatum Van Dyke, 1915
- Nemosoma brasiliense Léveillé, 1900
- Nemosoma breviatum Peyerimhoff, 1918
- Nemosoma caucasicum (Ménetriés, 1832)
- Nemosoma championi (Wickham, 1916)
- Nemosoma cornutum (Sturm, 1826)
- Nemosoma cupressi (Van Dyke, 1944)
- Nemosoma cylindricolle Furssov, 1930
- Nemosoma elongatum Linnaeus, 1761
- Nemosoma fasciata Fairmaire, 1868
- Nemosoma fascicolle Hampe, 1865
- Nemosoma fissiceps (Fall, 1910)
- Nemosoma fleutiauxi Fleutiaux, Legros, Lepesme & Paulian, 1947
- Nemosoma gounellei Léveillé, 1894
- Nemosoma maculata (Dajoz, 1991)
- Nemosoma mollis (Sharp, 1891)
- Nemosoma picta (Léveillé, 1889)
- Nemosoma pliginskyi Reitter, 1910
- Nemosoma pujoli (Léveillé, 1902)
- Nemosoma punctatum Léveillé, 1888
- Nemosoma punctulata Van Dyke, 1920
- Nemosoma schwarzi Schaeffer, 1918
- Nemosoma siculum Ragusa, 1892
- Nemosoma signatum Sharp, 1891
- Nemosoma simoni (Léveillé, 1889)
- Nemosoma syriacum Pic, 1901
- Nemosoma unicornutum Lepesme & Paulian, 1944